# ونتس دو هولما
ونتس دو هولما (به اسپانیایی: Ventas de Huelma) یک شهرستان در اسپانیا است که در الهاما دو گرانادا واقع شده‌است.

## خصوصیات
ونتس دو هولما ۴۳ کیلومترمربع مساحت و ۷۲۲ نفر جمعیت دارد و ۸۵۴ متر بالاتر از سطح دریا واقع شده‌است.